# 斯特拉斯堡-聖但尼站
斯特拉斯堡-聖但尼站（法語：Strasbourg - Saint-Denis）是巴黎地鐵的一個車站。斯特拉斯堡-聖但尼站是巴黎地鐵4號線、巴黎地鐵8號線、巴黎地鐵9號線的交匯車站。車站名稱來自於斯特拉斯堡大街和聖但尼大街。

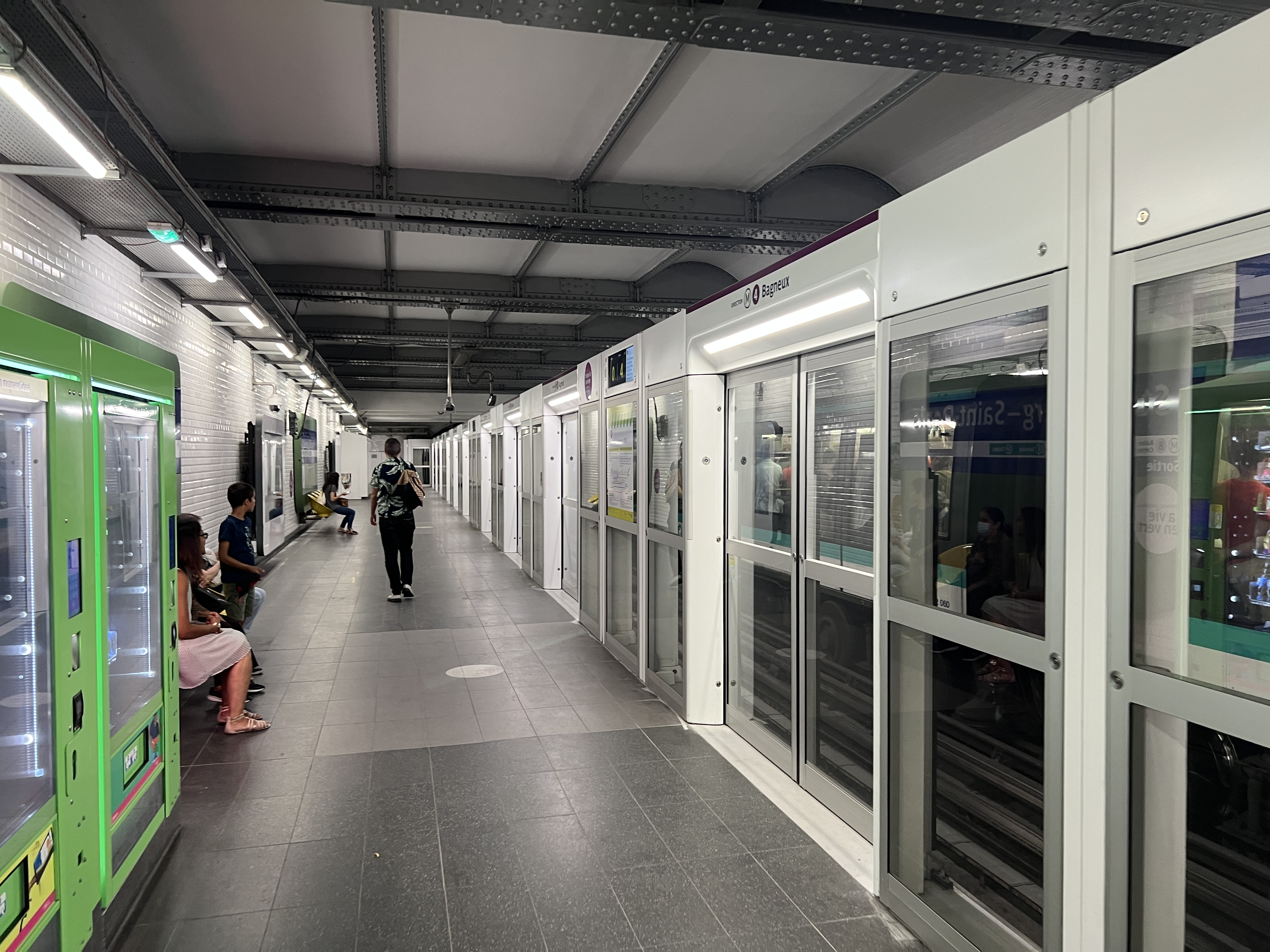
4號線月台 (2022年7月)

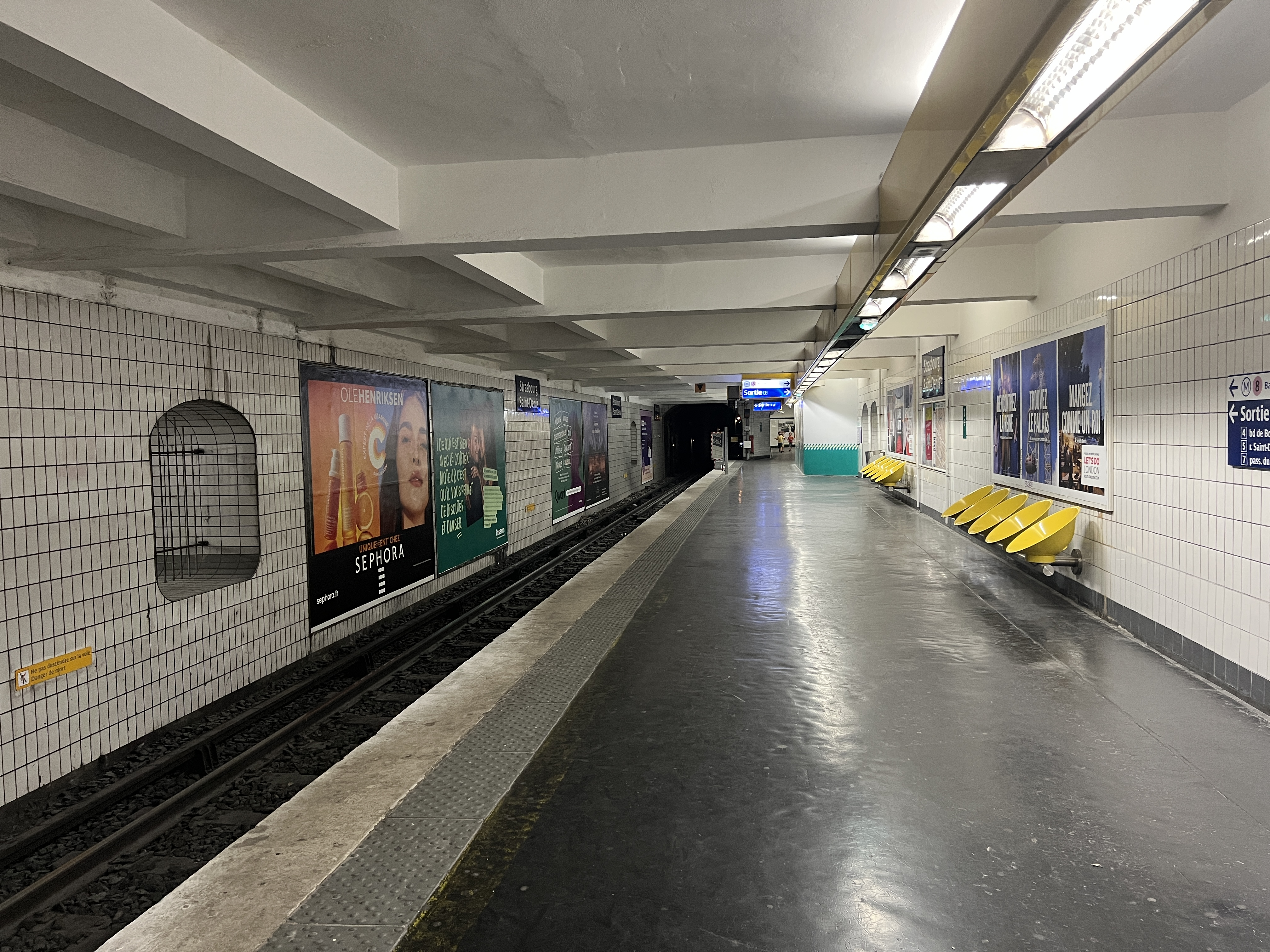
9號線月台 (2022年7月)

## 車站結構
| G  | 街道               | 出入口                                        |
| B1 | 夾層               | 閘機                                          |
| B2 | 側式月台，右側開門 | 側式月台，右側開門                            |
| B2 | 北行               | 往克里尼昂古門（水塔）                        |
| B2 | 南行               | 往巴涅-露西·奧布拉克（雷奧繆爾-塞瓦斯托波爾） |
| B2 | 側式月台，右側開門 |                                               |
| B3 | 側式月台，右側開門 | 側式月台，右側開門                            |
| B3 | 西行               | 往巴拉（佳音）                                |
| B3 | 牆壁               |                                               |
| B3 | 側式月台，右側開門 |                                               |
| B3 | 西行               | 往塞夫爾橋（佳音）                            |
| B3 | 東行               | 往蒙特勒伊鎮（共和）                          |
| B3 | 側式月台，右側開門 |                                               |
| B3 | 牆壁               |                                               |
| B3 | 東行               | 往湖之角（共和）                              |
| B3 | 側式月台，右側開門 |                                               |